# Anton Jrschick
Anton Jrschick (* 29. Mai 1846 in Wien; † 30. Mai 1909 in Graz), der Nachname wird auch Irschick geschrieben, war ein österreichischer Tischler und Handelskammerrat.
1896 wurde das Portal aus Eichenholz der Hofbäckerei Edegger-Tax in Graz von ihm geschaffen. Er errichtete auch den Lesesaal der Universitätsbibliothek Graz. 1903 fertigte er die Inneneinrichtung des Urbanc-Hauses in Laibach an. Die Zentrale befand sich in der Lagergasse 87–91 in Graz. 
Auf Grund seiner Verdienste und der hohen Qualität seiner Produkte wurde er zum k.u.k. Hoflieferanten ernannt. 
Sein Grabdenkmal am Grazer Zentralfriedhof wurde von ihm selbst entworfen und zeigt in detaillierter und einem Bühnenbild nachempfundener Form seine verwaiste Werkstatt. Es steht unter Denkmalschutz. Er wurde gemeinsam mit seiner Frau Marie beigesetzt.

## Bilder

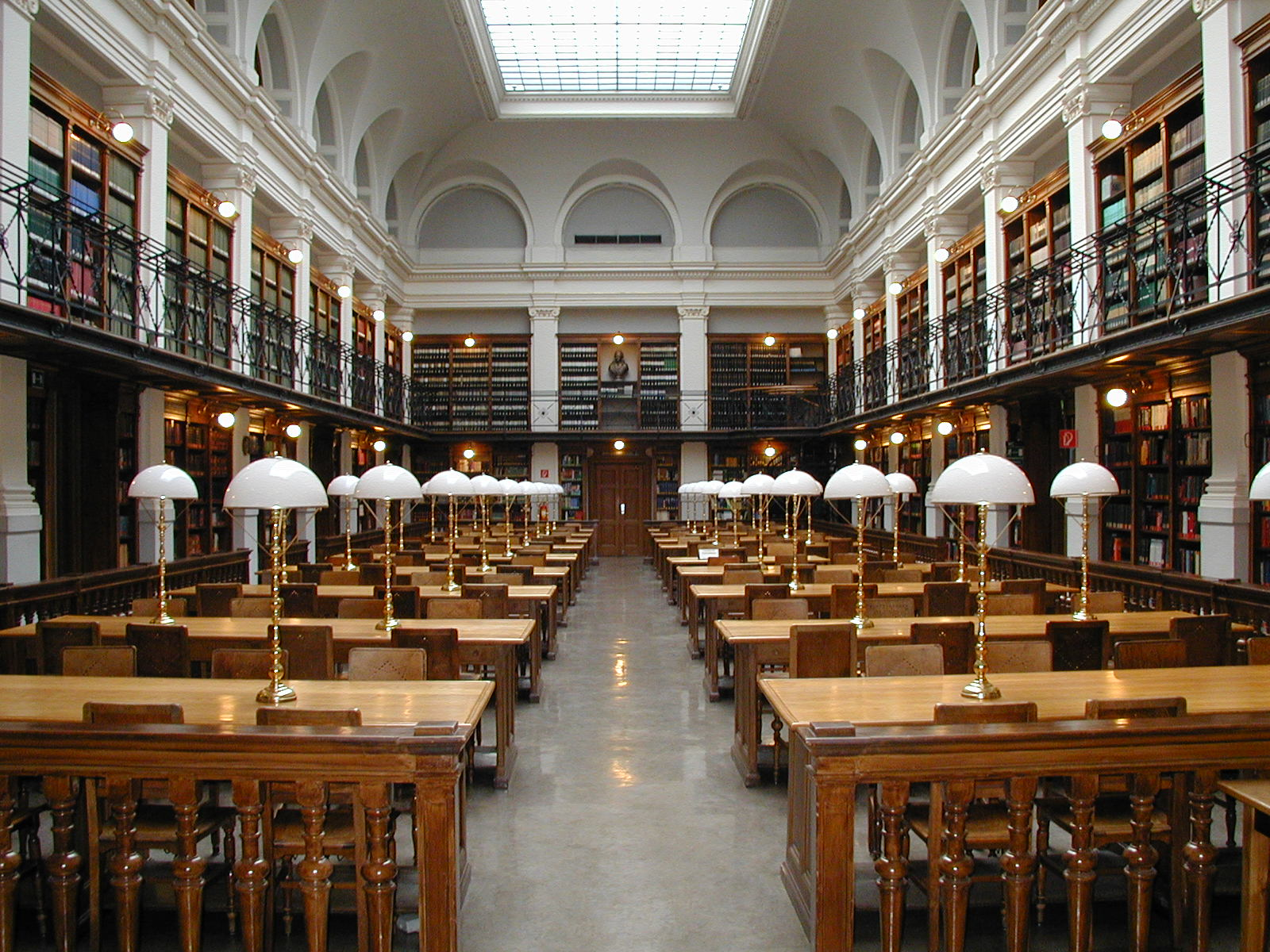
Lesesaal der Universitätsbibliothek Graz
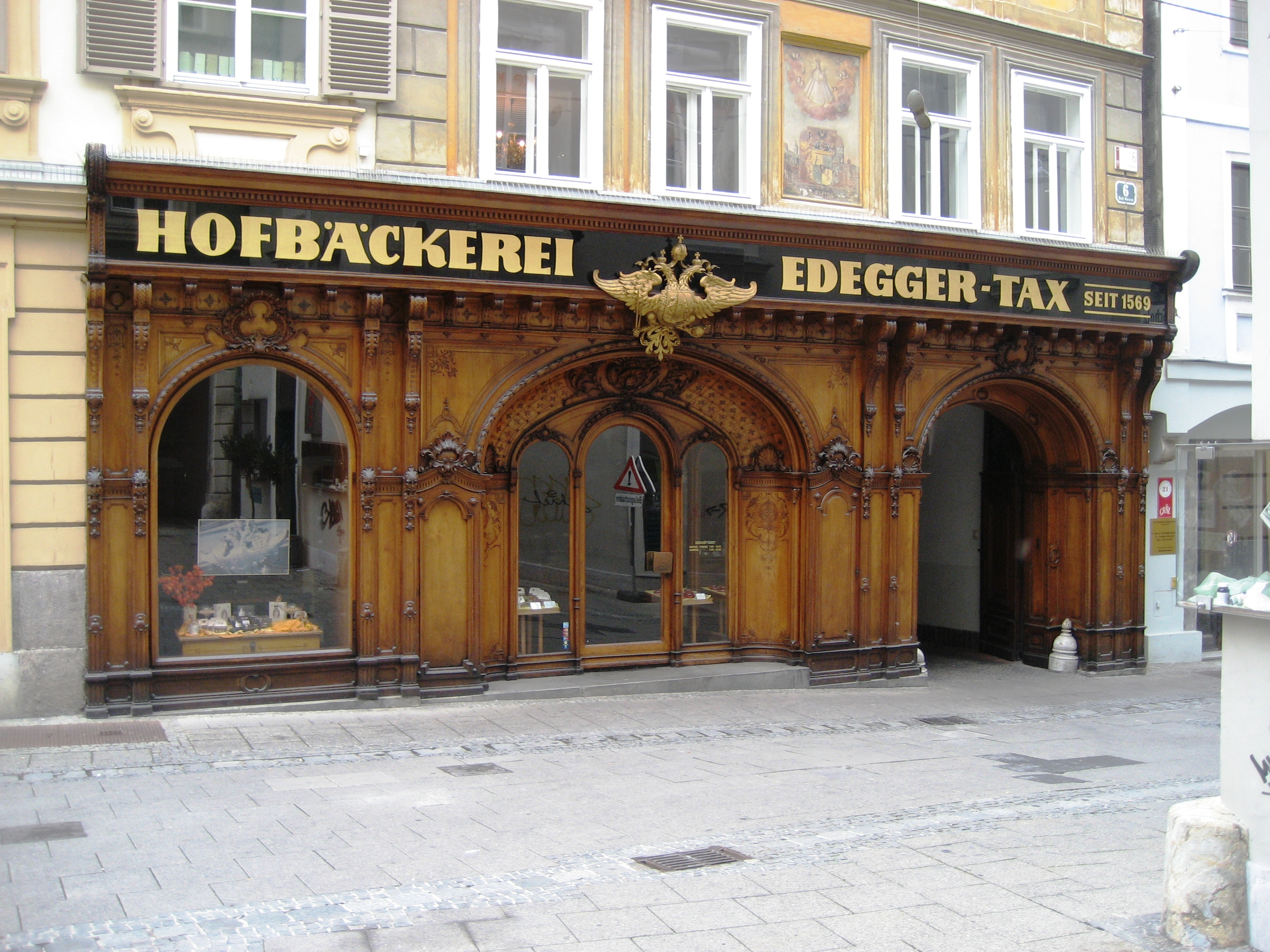
Portal der Hofbäckerei Edegger-Tax in Graz, 1896
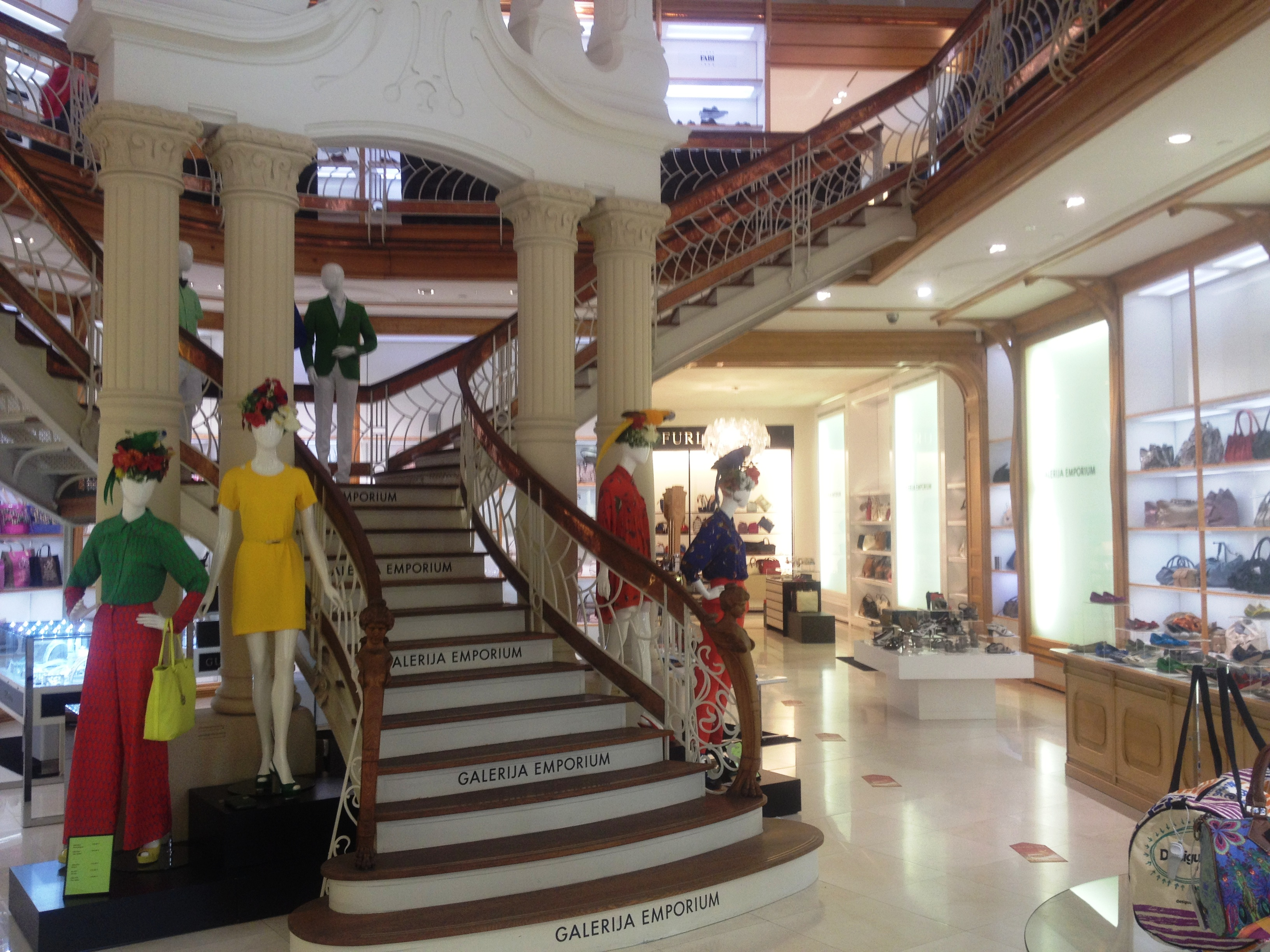
Stiege im Urbanc-Haus in Laibach, 1903
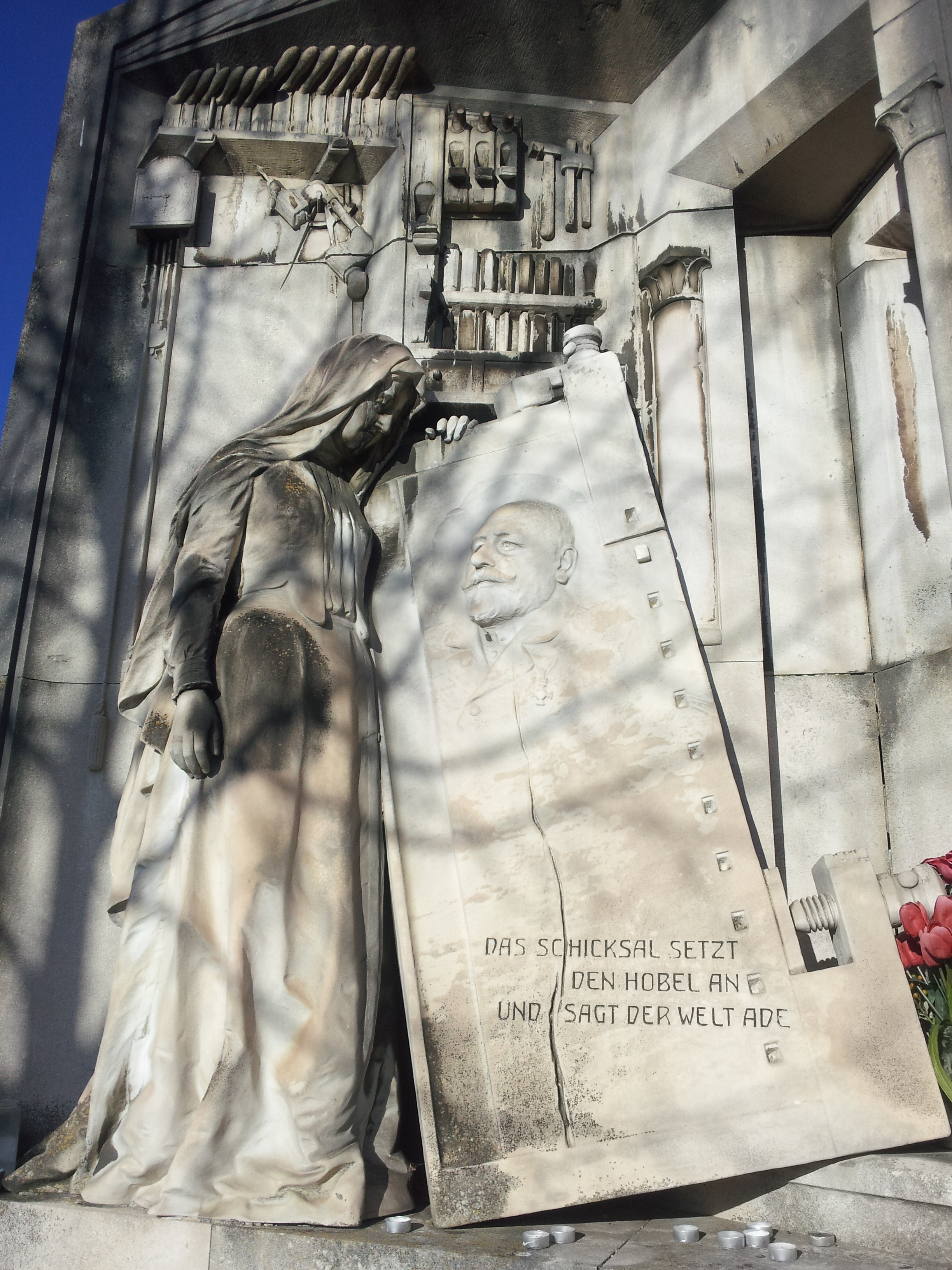
Grabmal